# Puente Nombre de Jesús
Puente Nombre de Jesús es el puente más alto de El Salvador, ubicado en la jurisdicción del municipio que lleva el mismo nombre. El puente es parte de la nueva carretera que une toda la zona norte de El Salvador, llamada también la Longitudinal del Norte. Fue construido por las gestiones de "FOMILENIO".

## Historia
Se trata del puente más alto del país con 27,3 metros de alto, abre una vía de oportunidades productivas y comerciales para los pobladores que residen a sus alrededores y el resto del país, en el municipio Nombre de Jesús, Chalatenango.
Antes, la única vía de comunicación entre Chalatenango y Cabañas era el carril vehicular sobre la  Central hidroeléctrica  5 de Noviembre. Hoy el Puente Nombre de Jesús facilitará el tráfico vehicular, entre ambos departamentos

## Información general
El Puente Nombre de Jesús está ubicado entre los departamentos de Chalatenango y Cabañas desde el cantón Potrerillos hasta Loma La Joya, al este de la  Central hidroeléctrica Cerrón Grande " 5 de Noviembre. El puente se localiza sobre el Río Lempa, en el municipio Nombre de Jesús he allí porque el nombre y presenta la particularidad de encontrarse aproximadamente 1500 m aguas abajo de la  Central hidroeléctrica Cerrón Grande " 5 de Noviembre. Este puente tiene una longitud total de 180 metros, con una distribución de tres luces parciales de 40 m y una de 60 m ubicada sobre el cauce principal del río; cuenta con fundaciones directas sobre macizo rocoso y su superestructura está formada por una viga cajón de concreto postensada de peralte variable.
- Empresa responsable de la construcción: ASTALDI, S.A.
- Tiempo en el que se construyó: 20 MESES
- Monto: US$ 7.8 M
- Beneficiarios directos: 50 Mil habitantes
- Beneficiarios indirectos: 6 millones de habitantes

FOMILENIO es una institución nueva, creada para un período definido de cinco años, con el propósito de administrar y supervisar la ejecución de su programa de trabajo con los fondos de la donación de la Corporación del Reto del Milenio (MCC).
Descripción
El 29 de noviembre de 2006, El Salvador recibió la cooperación no reembolsable más grande en la historia del país. Estados Unidos, por medio de la Millennium Challenge Corporation (MCC), que premia el esfuerzo de naciones que cumplen con indicadores como gobernar con justicia, invertir en la gente y promover la libertad económica, le otorgó 461 millones de dólares.

## Turismo
El Puente en si, es una estación obligada en la Carretera Longitudinal del Norte ya que su impresionante estructura hace detenerse para apreciar la vista del río, las montañas y la vegetación, el puente es la entrada para la zona norte del país que tiene un potencial turístico importante ya que por mucho tiempo el acceso a esas zonas era dificultoso, porque carecía de una carretera principal y poca inversión

## Galería

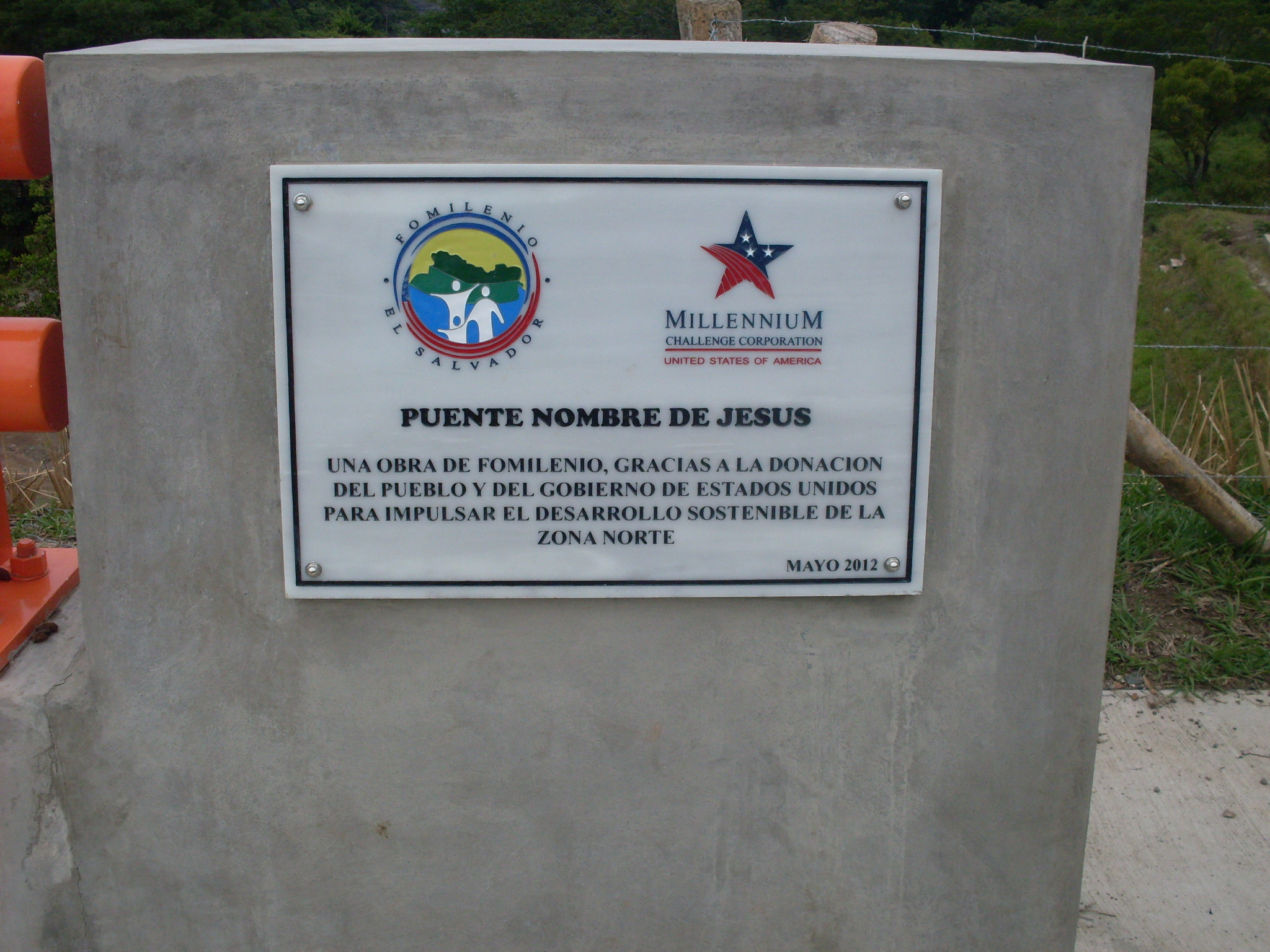
Placa del Puente
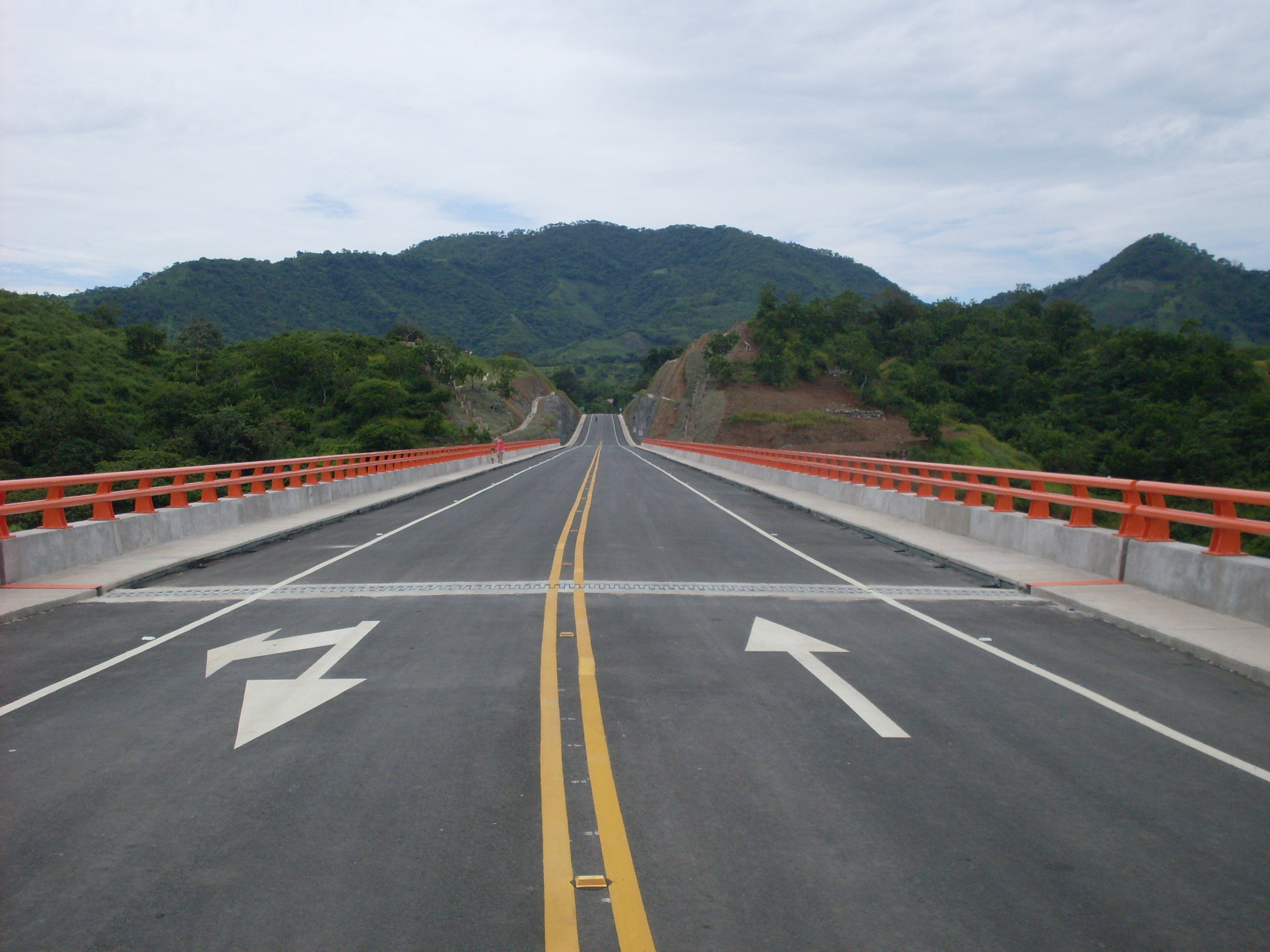
Sobre el puente
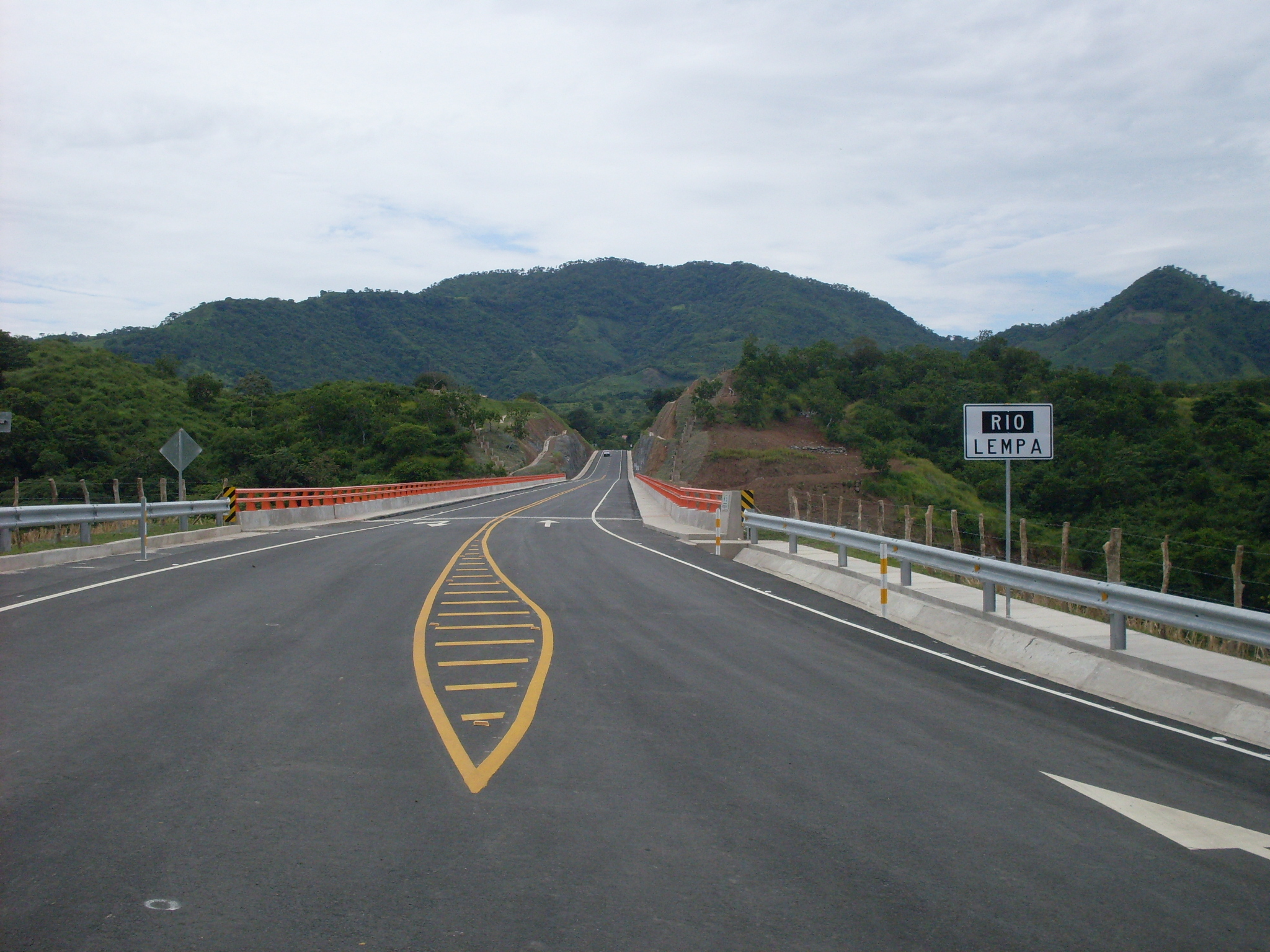
Rotulo que dice sobre el río Lempa
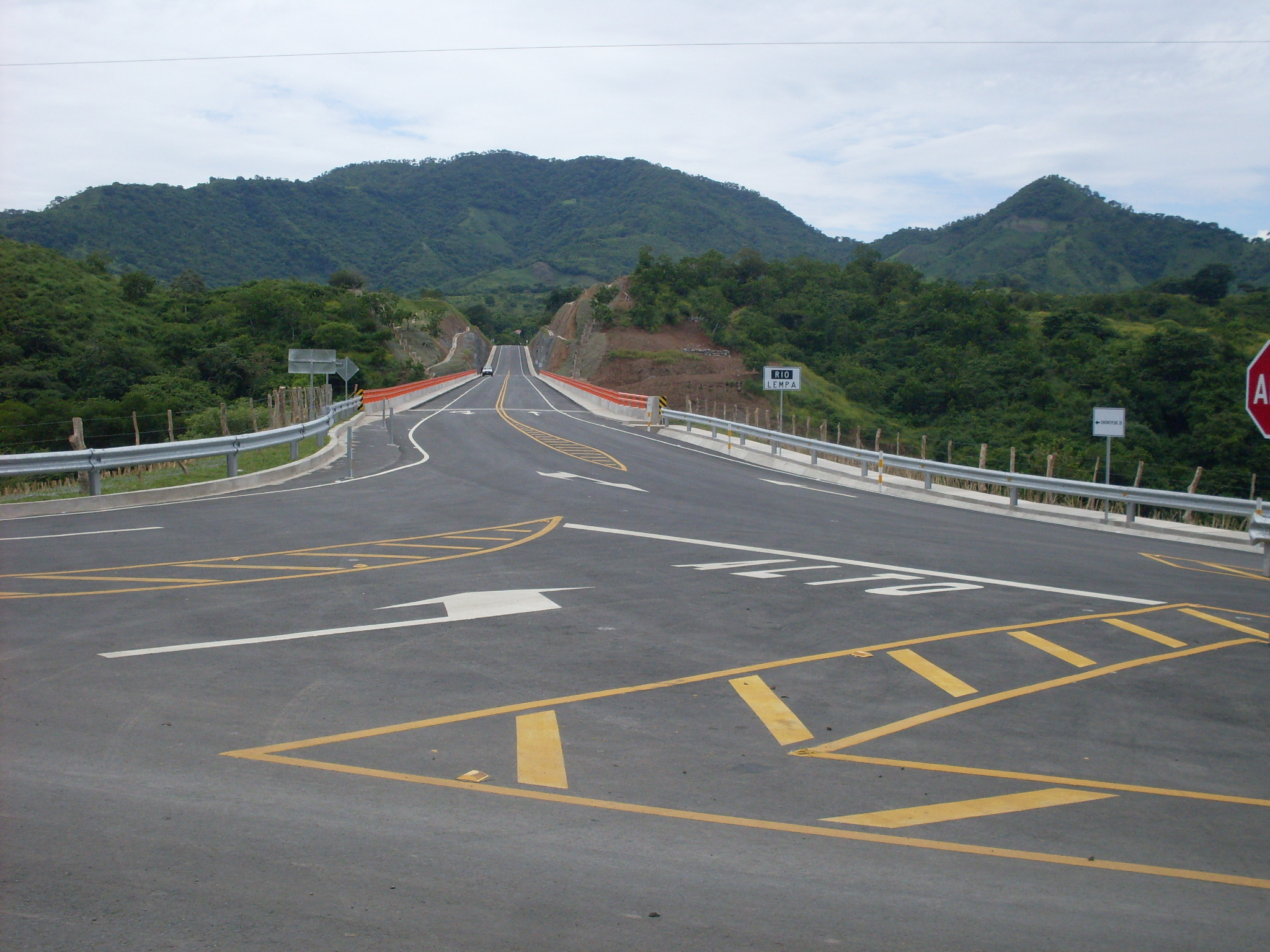
Desde el desvió
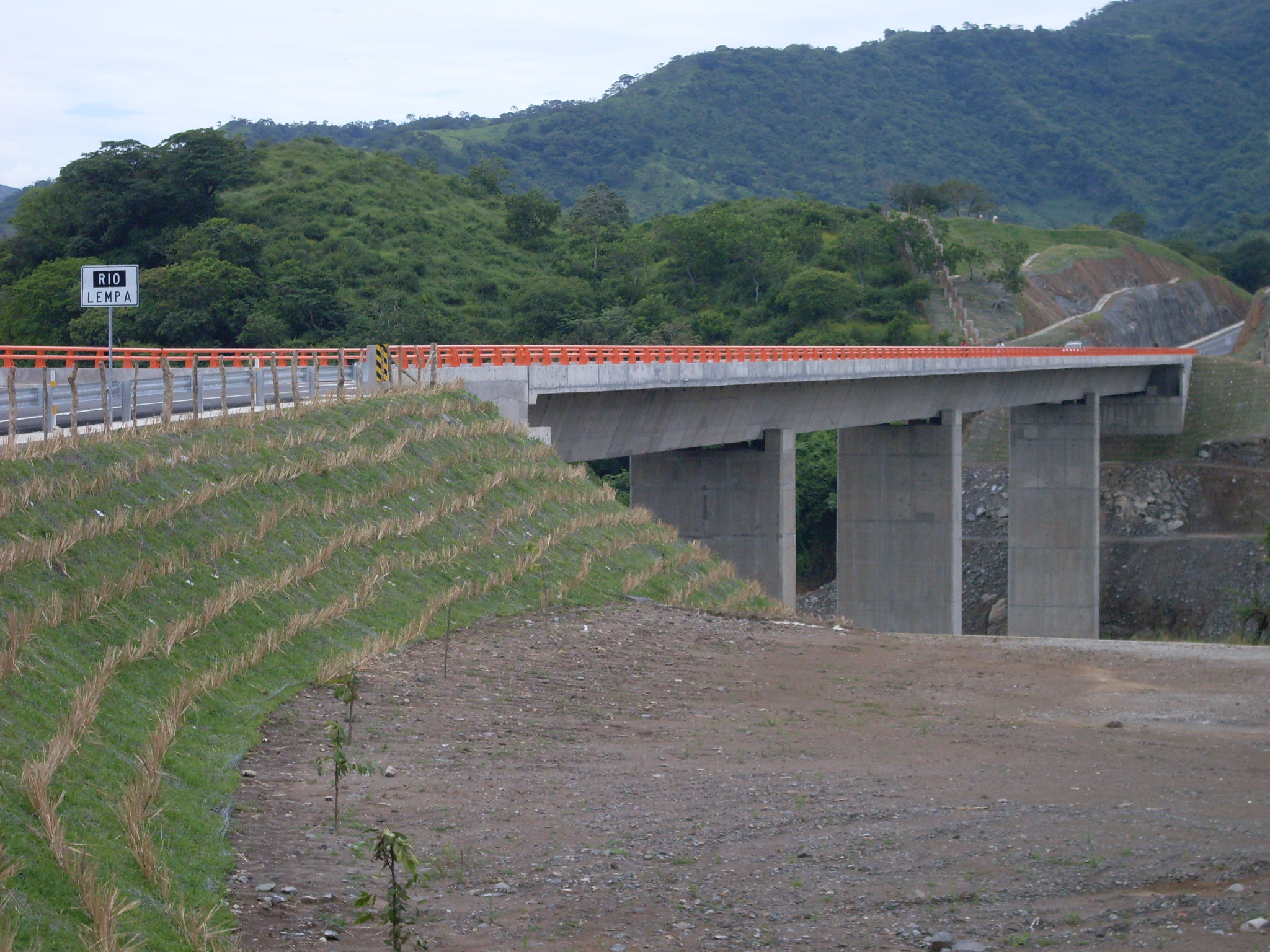
Costado del puente
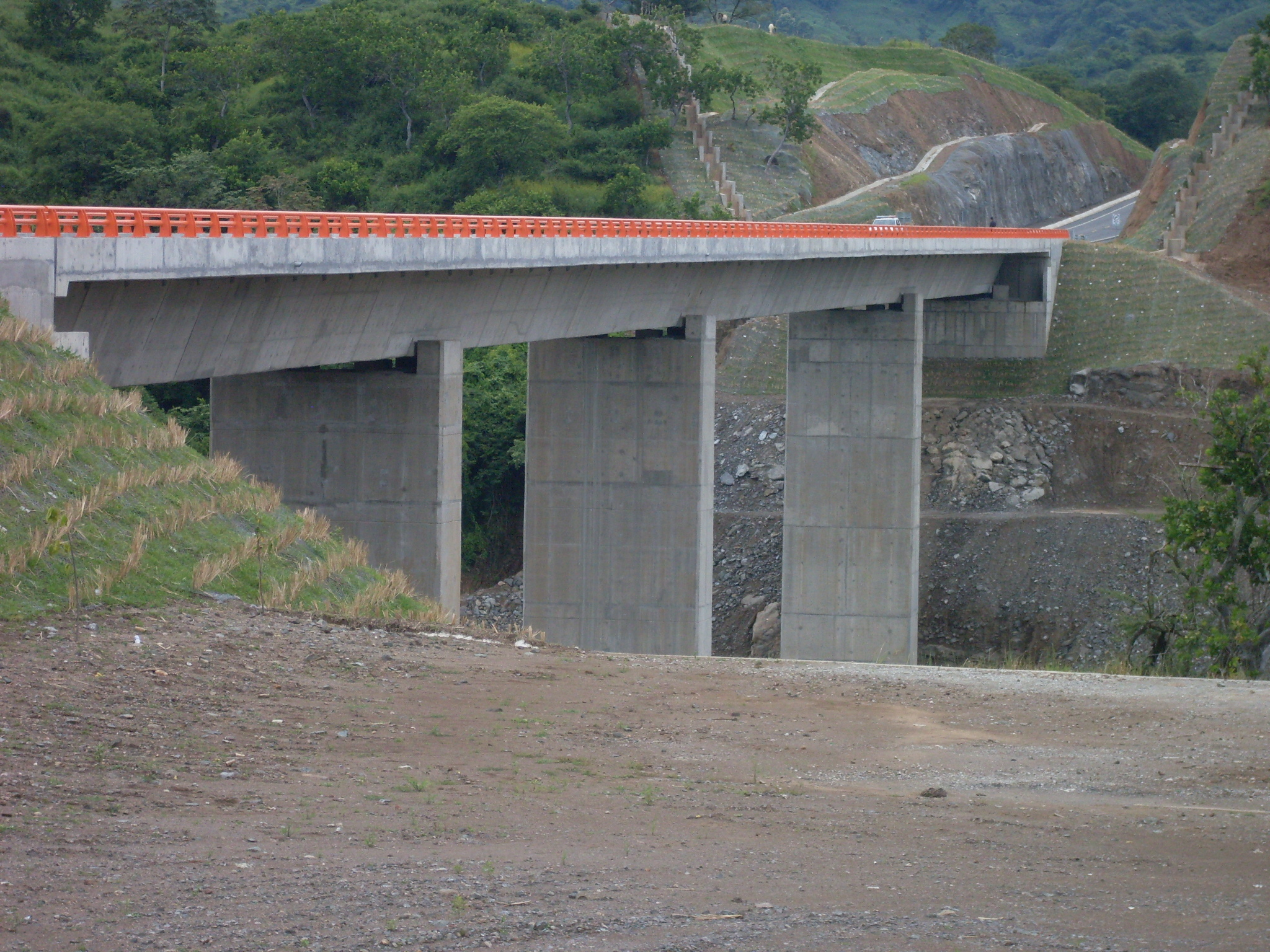
Acercamiento
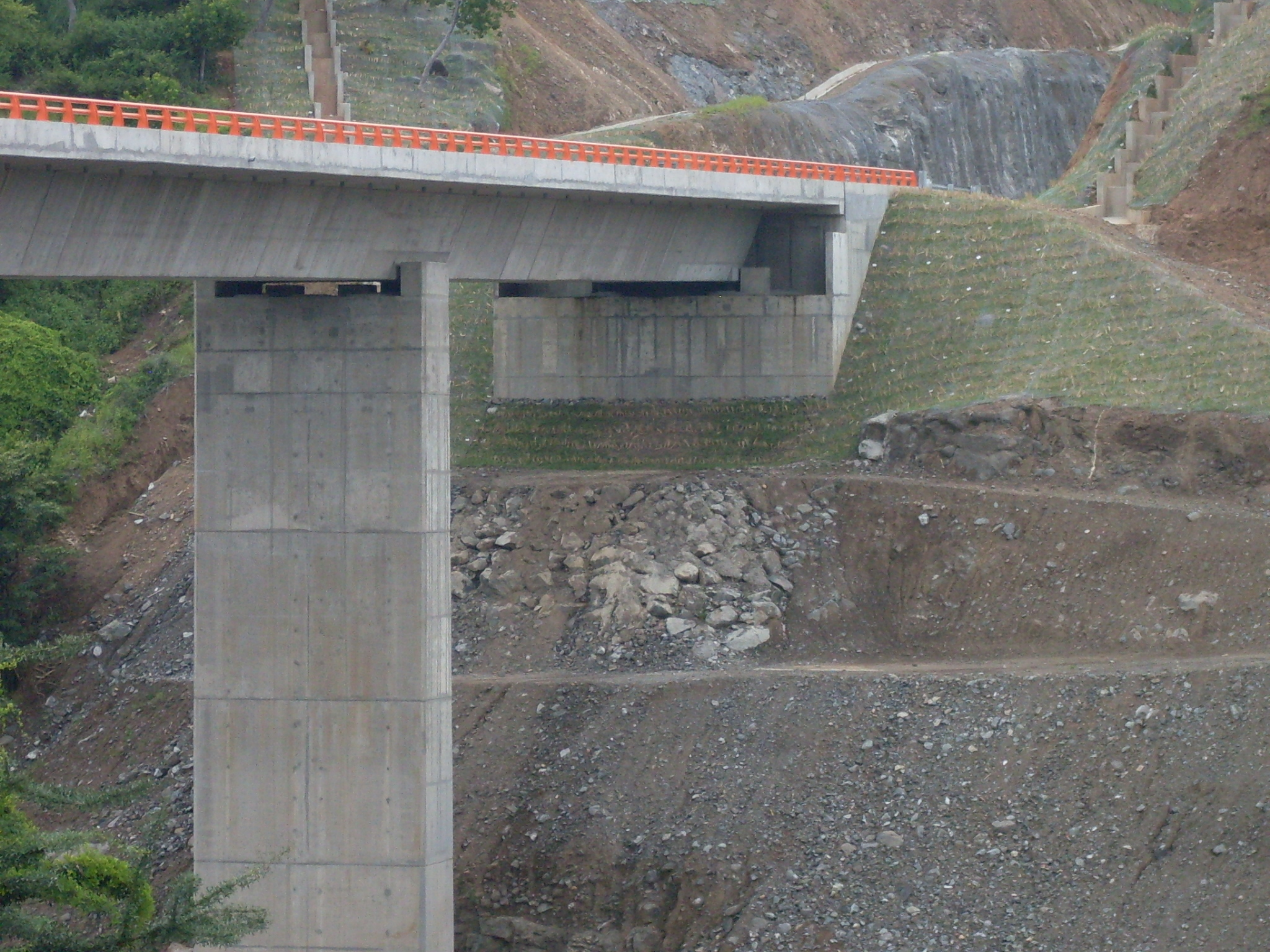
Pilar más alto
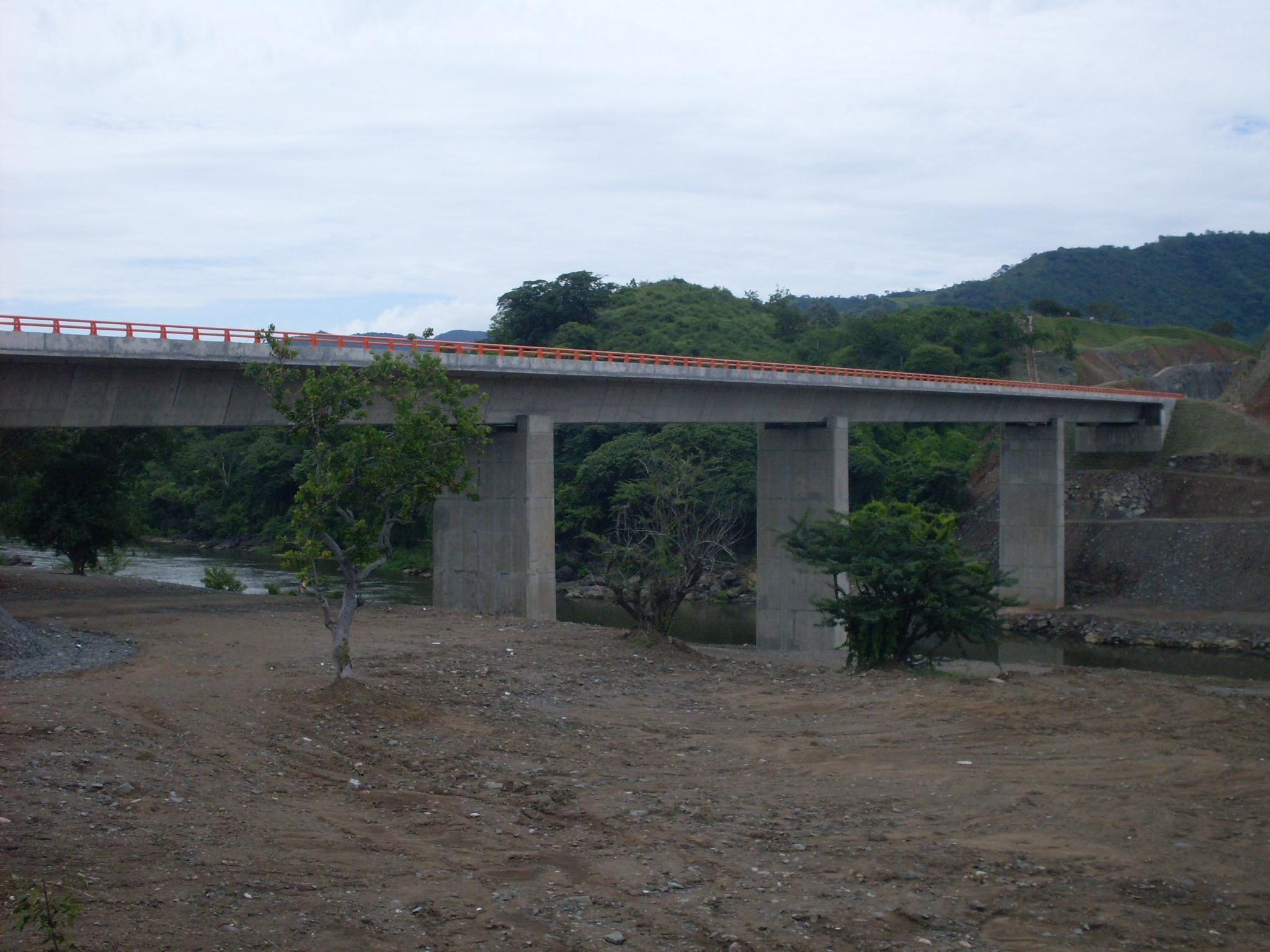
Otro angulo
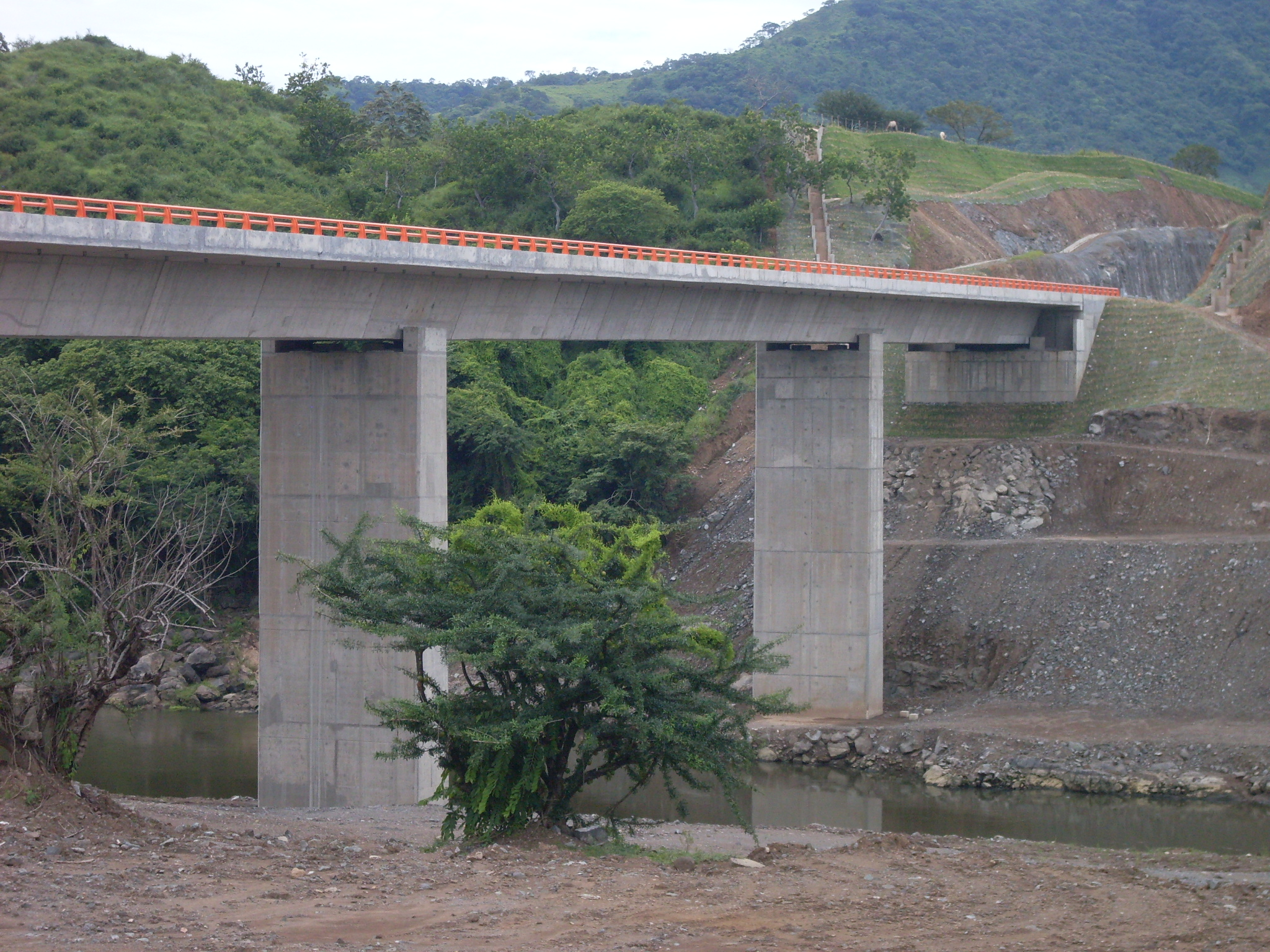
Acercamiento desde abajo
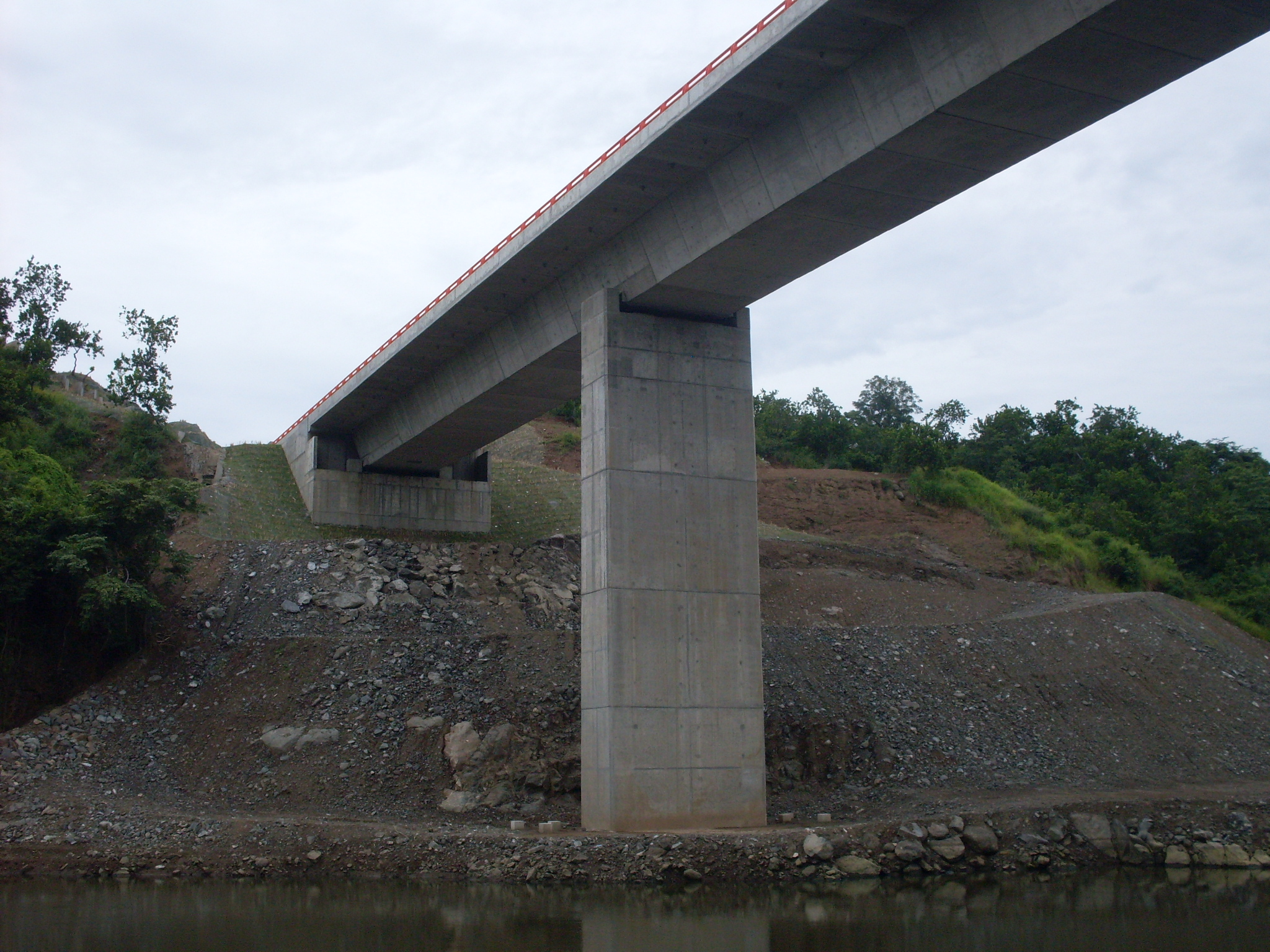
Vista desde abajo
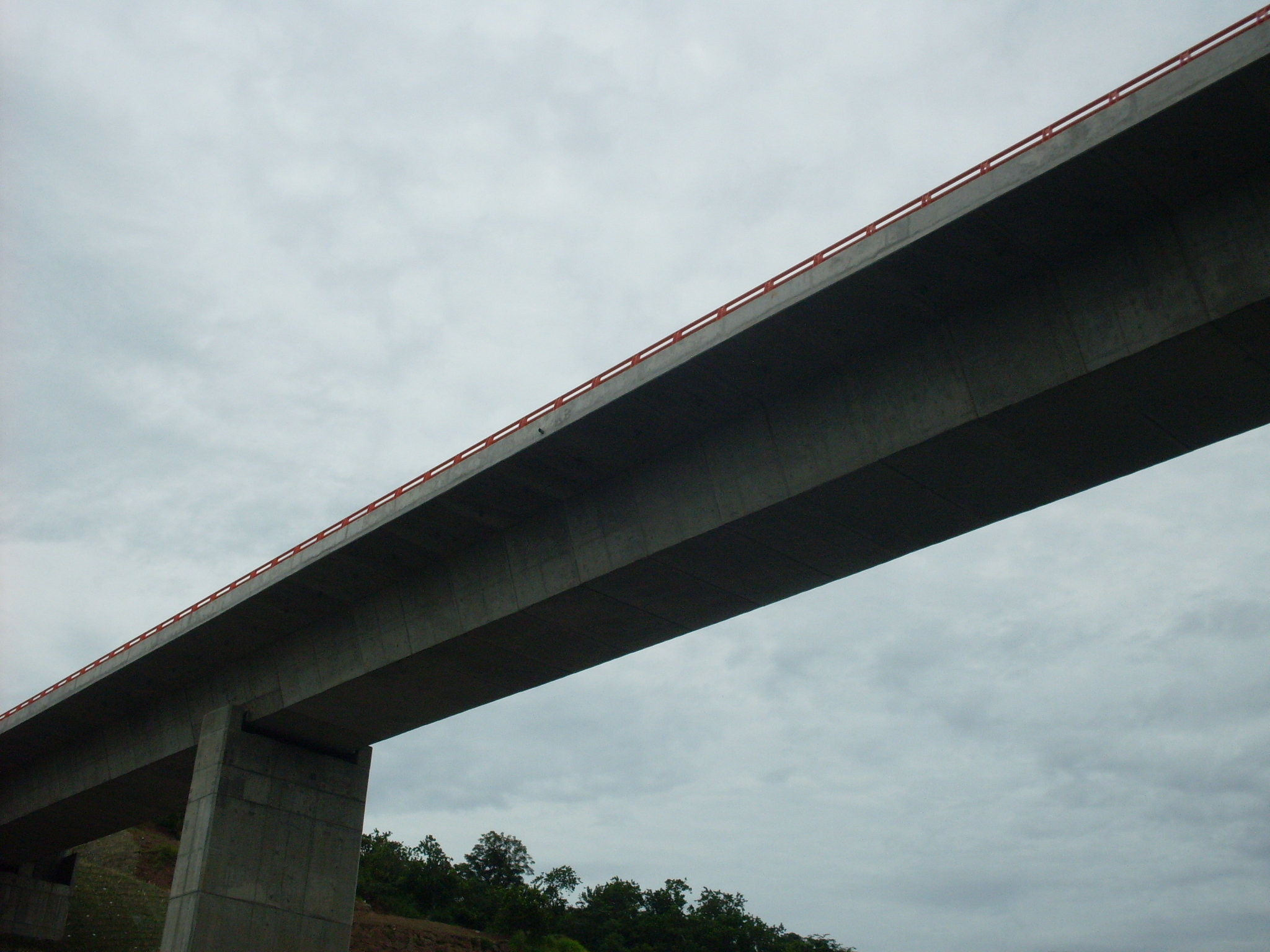
En las alturas
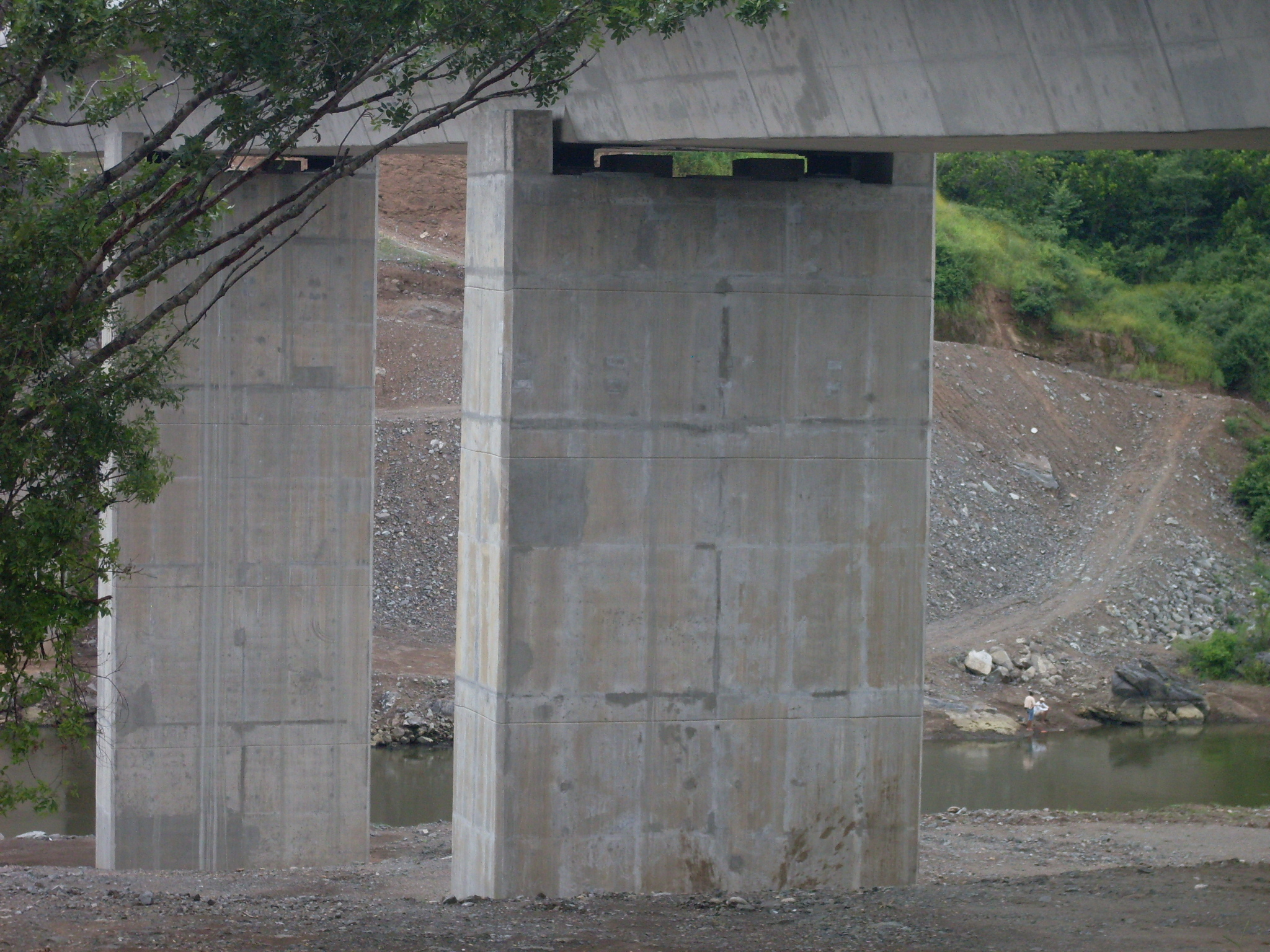
Acercamiento de los pilares
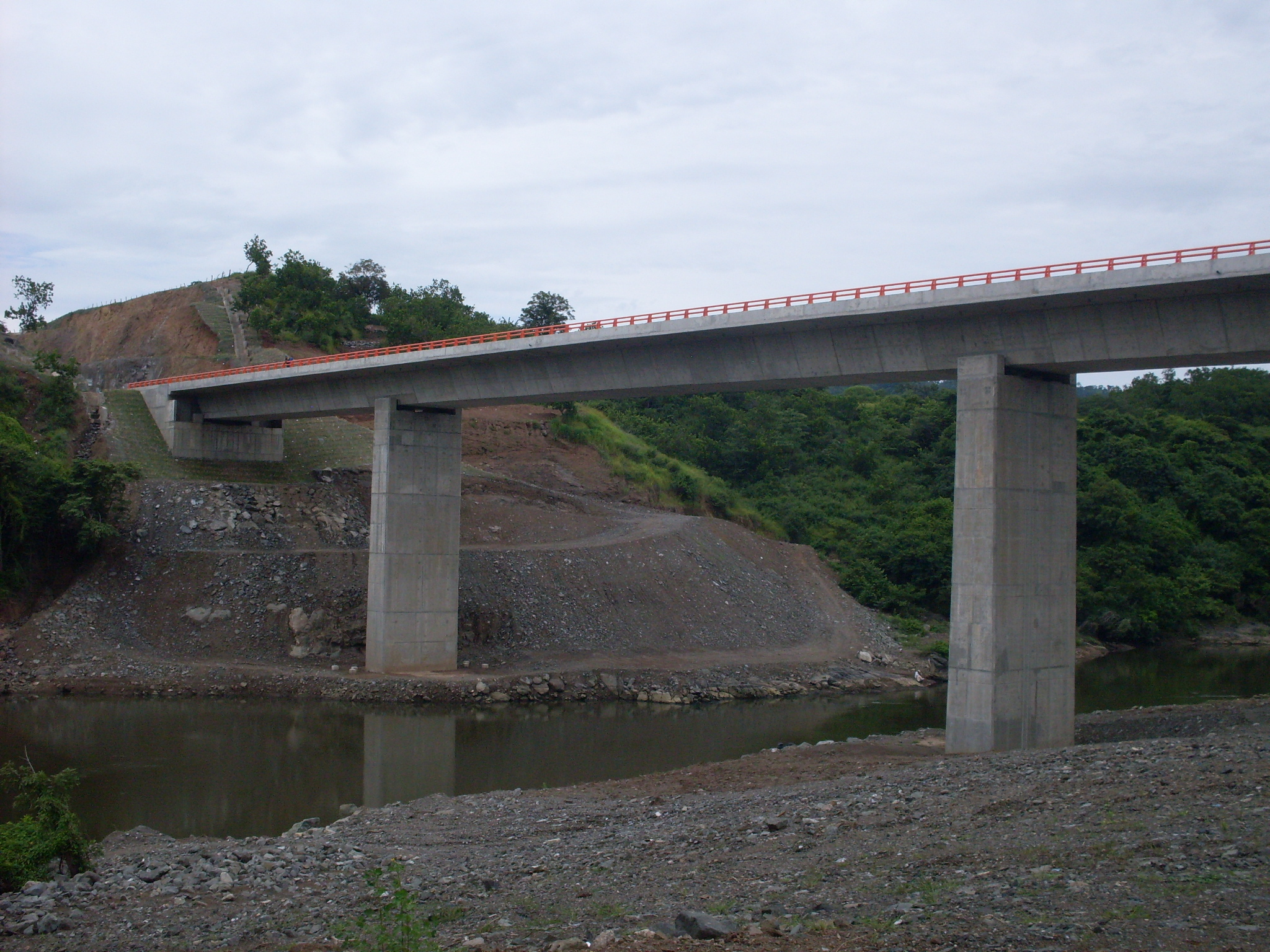
Desde el otro costado
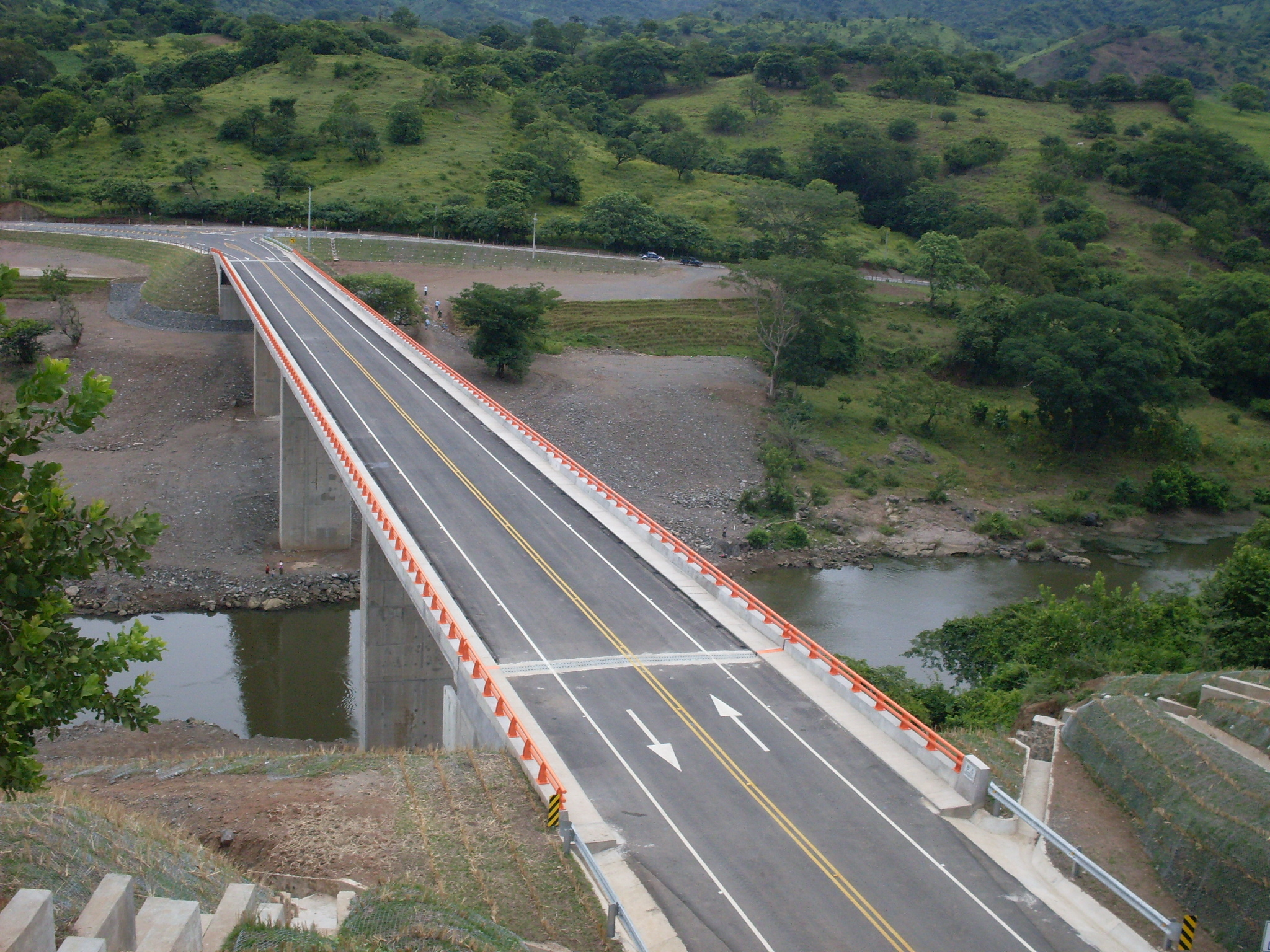
Vista completa desde arriba
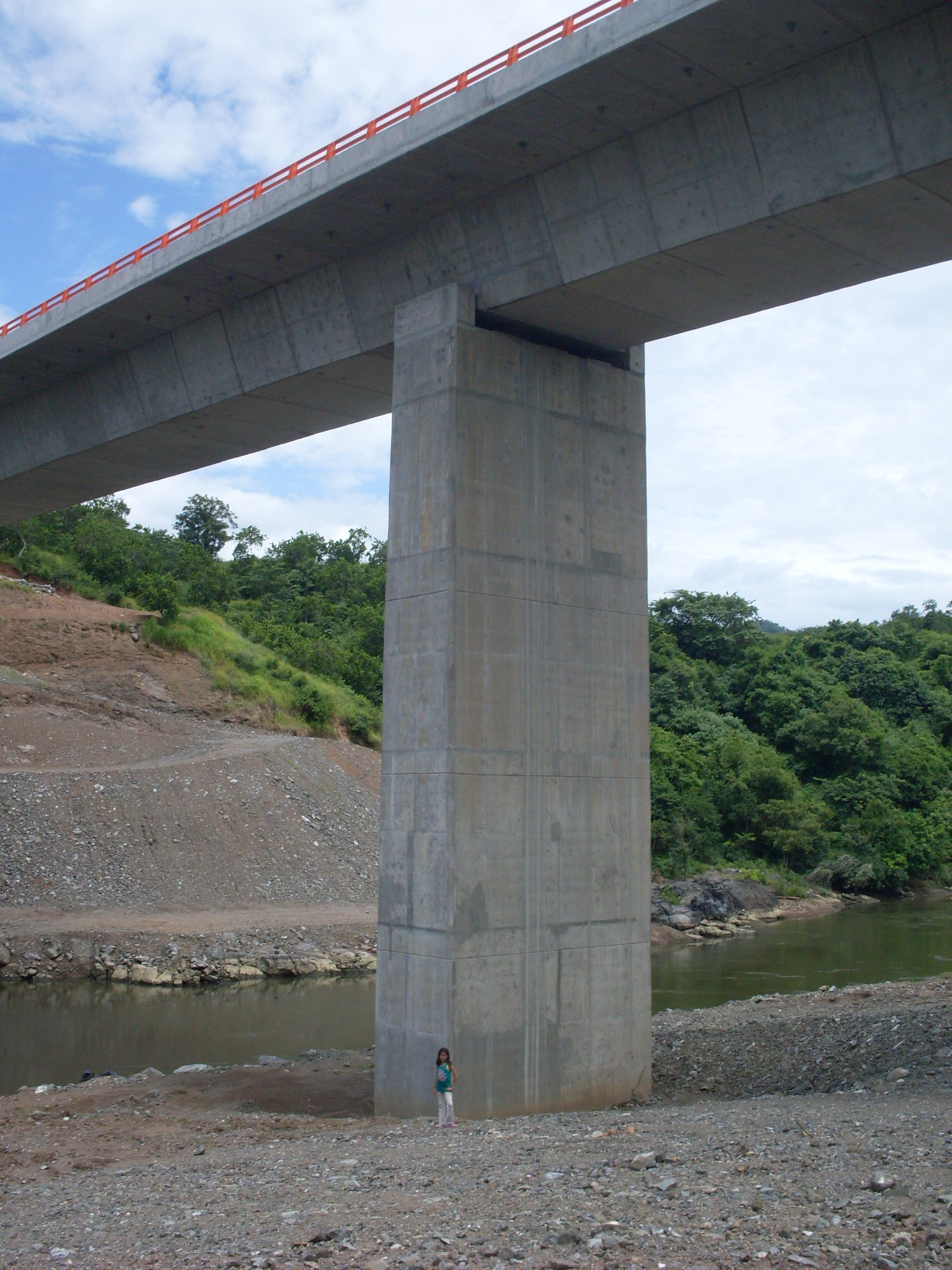
Comparación de altura
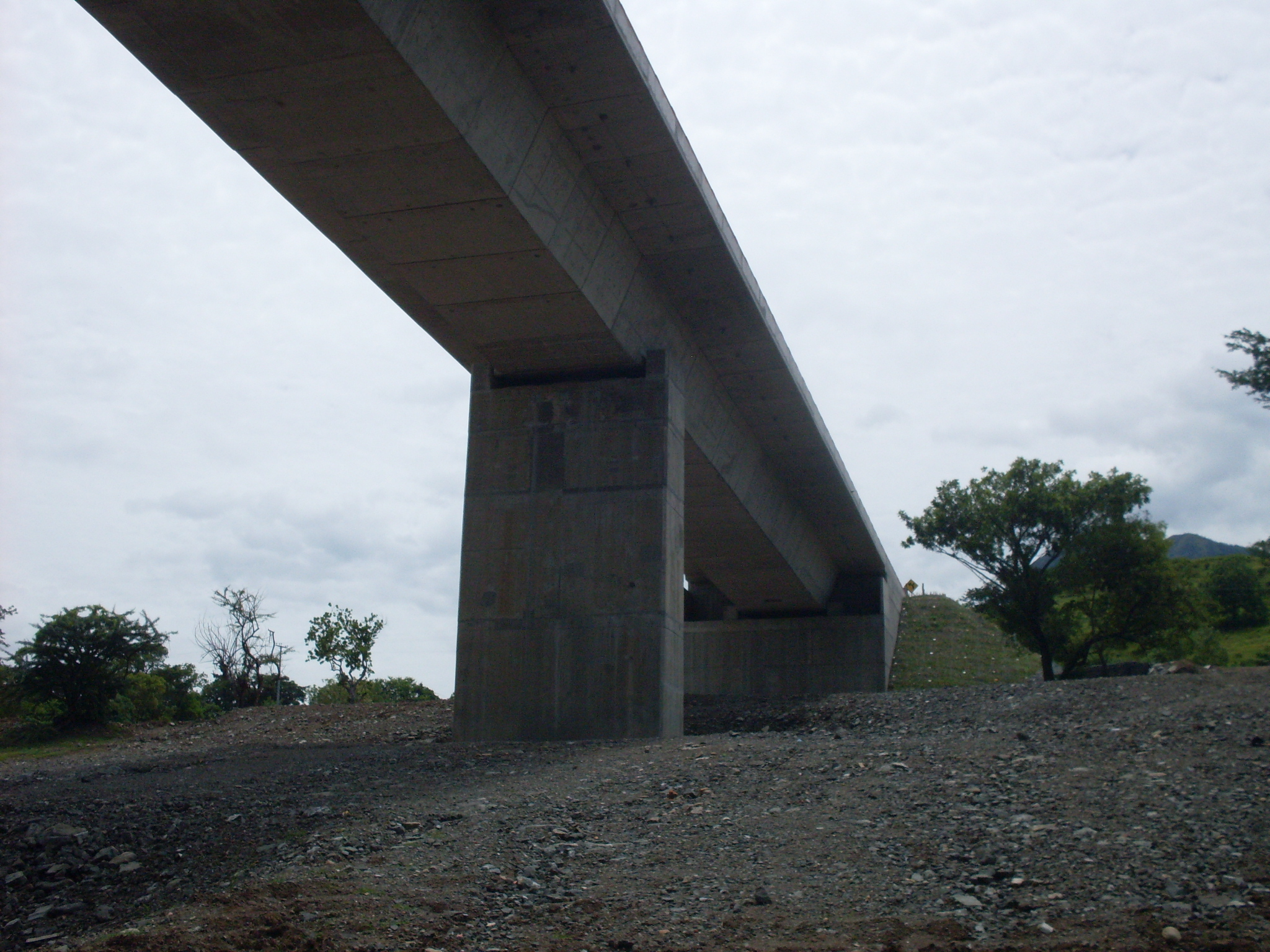
Pilar más bajo
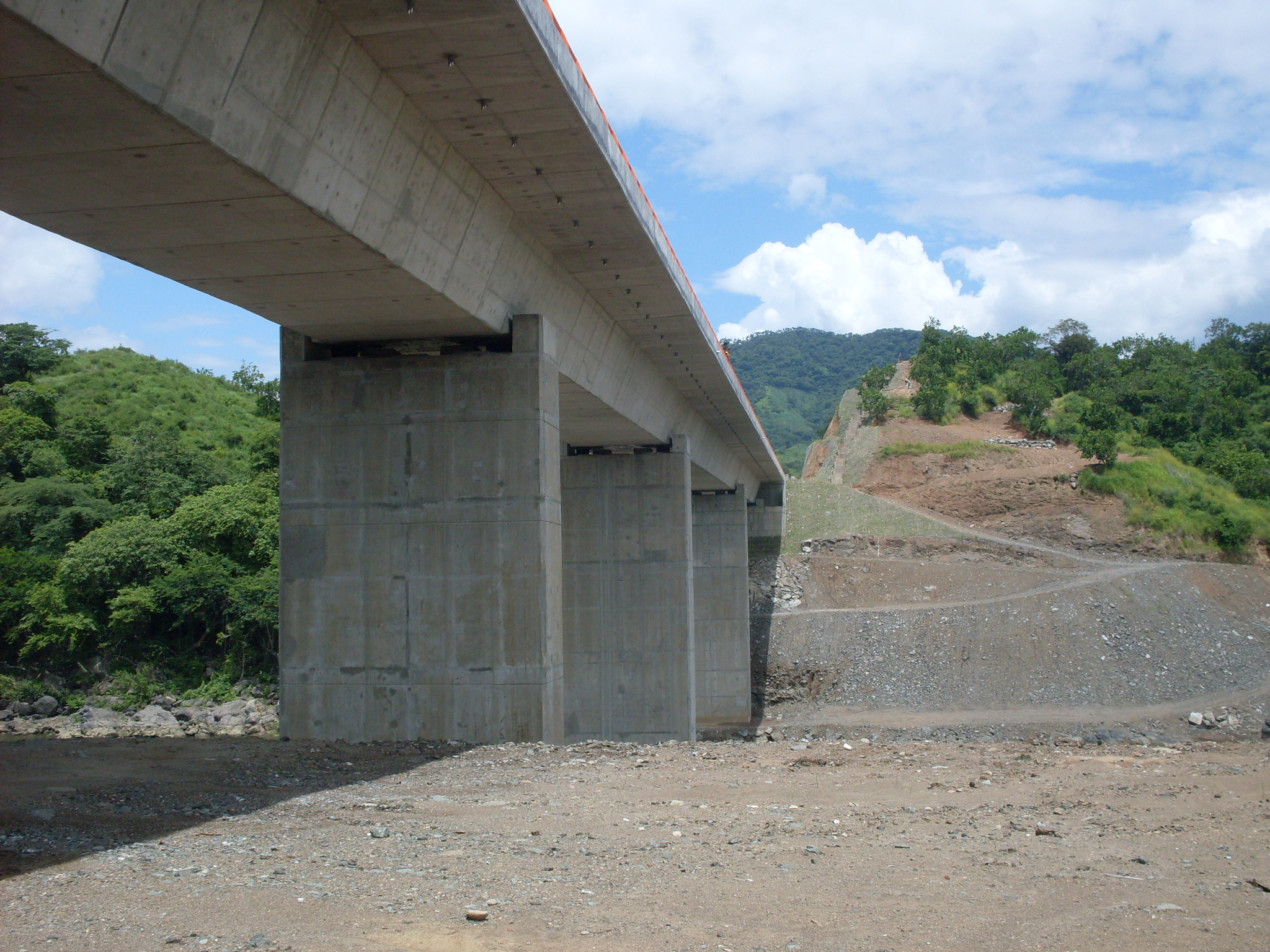
Todos los pilares
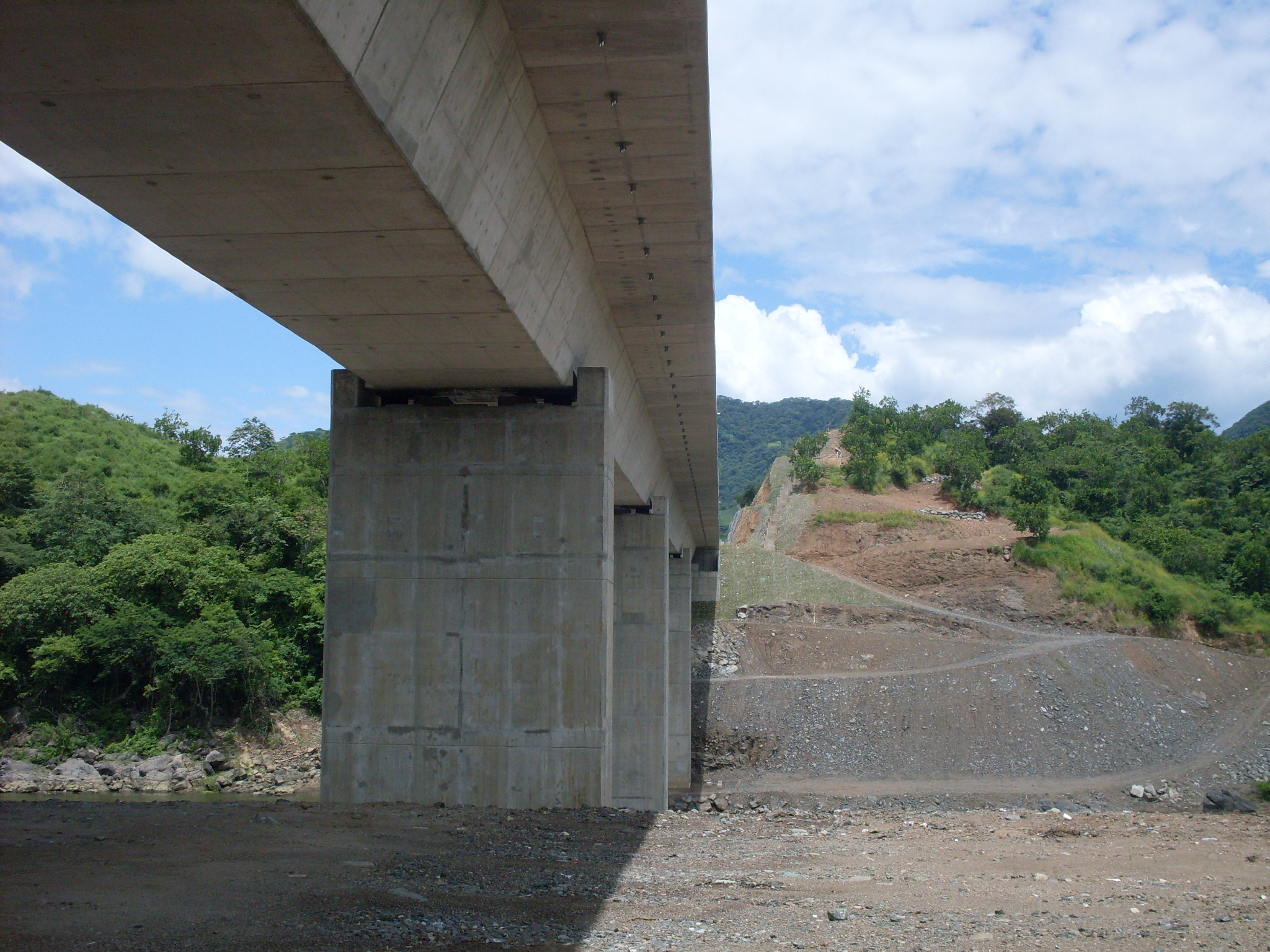
Desde abajo
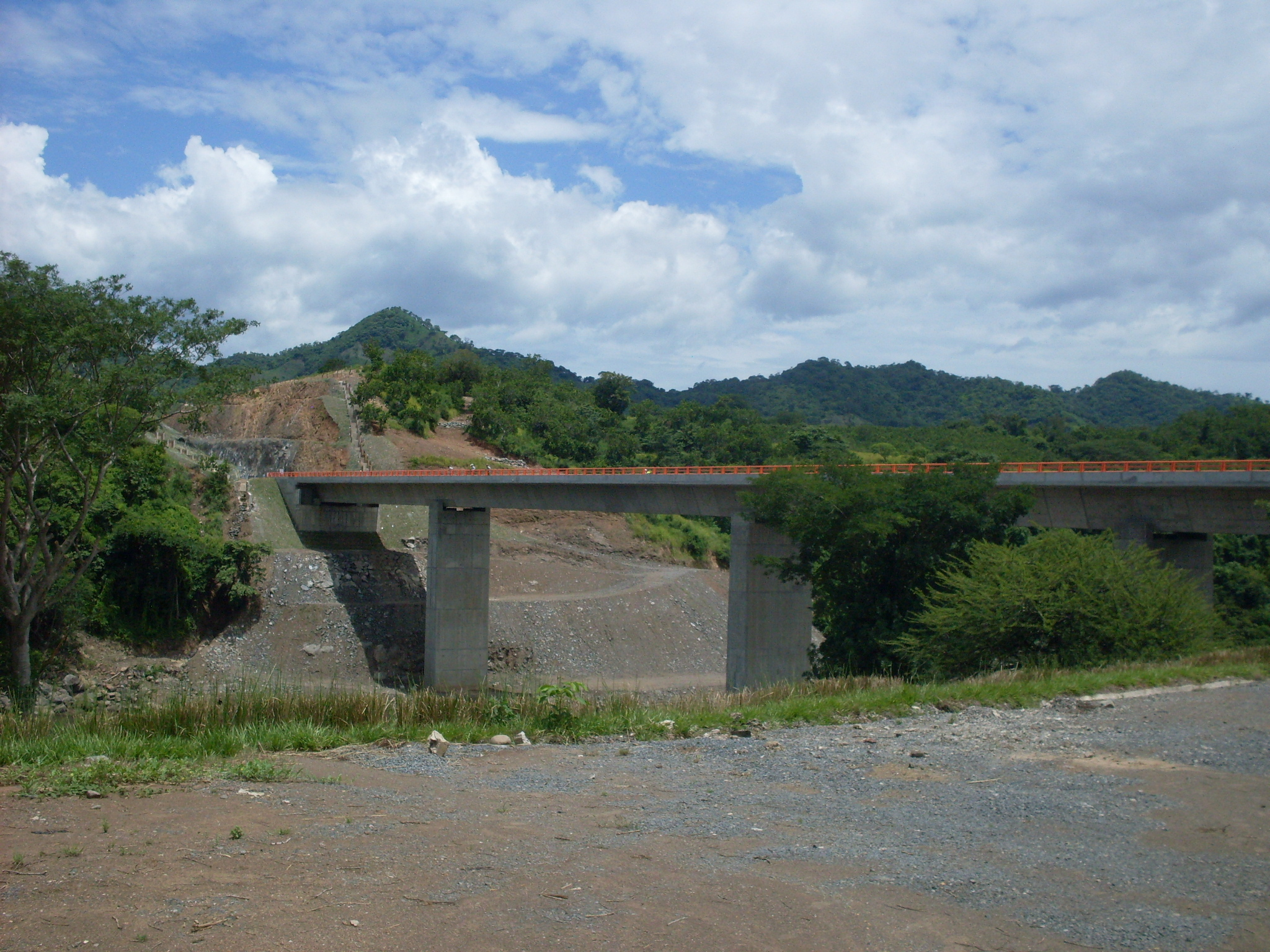
Desde la carretera antes de llegar